# 香川県道203号丸亀港線
香川県道203号丸亀港線（かがわけんどう203ごう まるがめこうせん）は、香川県丸亀市を通る一般県道である。

## 概要

### 路線データ
- 起点：香川県丸亀市港町（丸亀市港町交差点、香川県道193号川津丸亀線交点）
- 終点：香川県丸亀市風袋町（香川県道33号高松善通寺線交点）
- 総延長：0.8 km

## 地理

### 通過する自治体
- 丸亀市

### 交差する道路
| 交差する道路             | 交差する場所 | 交差する場所            |
| ------------------------ | ------------ | ----------------------- |
| 香川県道193号川津丸亀線  | 港町         | 丸亀市港町交差点 / 起点 |
| 香川県道33号高松善通寺線 | 風袋町       | 終点                    |

### 交差する鉄道
- 予讃線

### 沿線
- 丸亀市役所